# Ge'ulim
Ge'ulim (hebrejsky גְּאֻלִים‎, doslova Vykoupení, v oficiálním přepisu do angličtiny Ge'ulim) je vesnice typu mošav v Izraeli, v Centrálním distriktu, v Oblastní radě Lev ha-Šaron.

## Geografie
Leží v nadmořské výšce 57 metrů v hustě osídlené a zemědělsky intenzivně využívané pobřežní nížině, respektive Šaronské planině, nedaleko od okraje kopcovitých oblastí podél Zelené linie oddělujících vlastní Izrael v mezinárodně uznávaných hranicích od okupovaného Západního břehu Jordánu.
Obec se nachází 10 kilometrů od břehu Středozemního moře, cca 30 kilometrů severovýchodně od centra Tel Avivu, cca 57 kilometrů jižně od centra Haify a 11 kilometrů východně od města Netanja. Ge'ulim obývají Židé, přičemž osídlení v tomto regionu je etnicky smíšené. Západním a severním směrem v pobřežní nížině je osídlení ryze židovské (na severozápadě s vesnicí sousedí město Kfar Jona, na západě město Pardesija, na jihu část města Kadima-Coran). Na jihovýchod od mošavu ovšem leží pás měst a vesnic obývaných izraelskými Araby – takzvaný Trojúhelník (nejblíže je to město Kalansuva necelé 4 kilometry odtud). 6 kilometrů od vesnice také probíhá Zelená linie a za ní stojí arabské (palestinské) město Tulkarm.
Ge'ulim je na dopravní síť napojen pomocí lokální silnice číslo 5613, jež severně od vesnice ústí do dálnice číslo 57.

## Dějiny
Ge'ulim byl založen v roce 1945. K prvnímu založení vesnice ale došlo již 17. listopadu 1938. Šlo tehdy o opevněnou osadu typu Hradba a věž. Později byla nově osídlena. Během války za nezávislost roku 1948 probíhaly v okolí osady těžké boje, při kterých se irácká invazní armáda snažila neúspěšně probít z okolí Tulkarmu k pobřeží Středozemního moře.
Koncem 40. let měla osada, tehdy nazývaná Bnej Ge'ulim (Talmon), rozlohu katastrálního území 1 862 dunamů (1,862 kilometru čtverečního). Správní území obce nyní dosahuje 2680 dunamů (2,68 kilometru čtverečního). Místní ekonomika je založena na zemědělství (pěstování citrusů a květin a chov drůbeže).

## Demografie
Podle údajů z roku 2014 tvořili naprostou většinu obyvatel v Ge'ulim Židé (včetně statistické kategorie "ostatní", která zahrnuje nearabské obyvatele židovského původu ale bez formální příslušnosti k židovskému náboženství).
Jde o menší sídlo vesnického typu s dlouhodobě rostoucí populací. K 31. prosinci 2014 zde žilo 902 lidí. Během roku 2014 populace klesla o 0,6 %.
| Rok            | 1948 | 1961 | 1972 | 1983 | 1995 | 2001 | 2003 | 2004 | 2005 | 2006 | 2007 | 2008 | 2009 | 2010 | 2011 | 2012 | 2013 | 2014 |
| -------------- | ---- | ---- | ---- | ---- | ---- | ---- | ---- | ---- | ---- | ---- | ---- | ---- | ---- | ---- | ---- | ---- | ---- | ---- |
| Počet obyvatel | 100  | 425  | 518  | 462  | 565  | 669  | 708  | 749  | 753  | 774  | 795  | 811  | 814  | 876  | 897  | 908  | 907  | 902  |